# شرف (فیلم ۱۳۵۴)
شرف فیلمی به کارگردانی عزیزالله بهادری و نویسندگی سعید مطلبی، عزیزالله بهادری ساختهٔ سال ۱۳۵۴ است.

## خلاصه داستان
سلمان (عنایت بخشی)، مباشر شهبازیان، ثروت اربابش را تصاحب می‌کند، و پس از مرگ او پسرش امیر (آتش) را به انجمن خیریه می‌سپارد ...

## بازیگران
- سعید راد
- مرتضی عقیلی
- عنایت‌الله بخشی
- احمد معینی
- مجید شهباز
- گیتی بهشتی
- هنگامه
- شهناز
- علی دهقان
- مختار
- حسین صفاریان
- مینوش
- رؤیا
- آتش